# Aristea torulosa
Aristea torulosa är en irisväxtart som beskrevs av Friedrich Wilhelm Klatt. Aristea torulosa ingår i släktet Aristea och familjen irisväxter. Inga underarter finns listade i Catalogue of Life.